# ادیث کوان
ادیث کوان (انگلیسی: Edith Cowan؛ ۲ اوت ۱۸۶۱ – ۹ ژوئن ۱۹۳۲) یک سیاست‌مدار اهل استرالیا بود. او بیشتر به عنوان اولین زن استرالیایی شناخته می‌شود که به عنوان نماینده مجلس خدمت کرده‌است. Cowan از سال ۱۹۹۵ بر روی پشت اسکناس ۵۰ دلاری استرالیا نشان داده شده‌است.
کوان در ایستگاه گلنگاری در نزدیکی جرالدتون، استرالیای غربی متولد شد. او نوه دو تن از مهاجران اولیه مستعمره، توماس براون و جان ویتنوم بود. مادر کوان در هفت سالگی فوت کرد و متعاقباً او را به مدرسه شبانه‌روزی در پرث فرستادند. در سن ۱۵ سالگی پدرش کنت براون به جرم قتل نامادری اش اعدام شد و او را یتیم کرد. او متعاقباً تا زمان ازدواجش در سن ۱۸ سالگی با مادربزرگش در گیلدفورد، استرالیای غربی زندگی کرد. او و شوهرش با هم صاحب پنج فرزند شدند و وقت خود را بین خانه‌های غرب پرت و کوتسلو تقسیم کردند.
در سال ۱۸۹۴، کوان یکی از بنیانگذاران باشگاه کاراکاتا، اولین باشگاه اجتماعی زنان در استرالیا بود. او در جنبش حق رای زنان برجسته شد، که شاهد آن بود که زنان در استرالیای غربی در سال ۱۸۹۹ حق رای اعطا کردند. کوان همچنین از مدافعان برجسته آموزش عمومی و حقوق کودکان (به ویژه آنهایی که از مادران مجرد متولد می‌شدند) بود. او یکی از اولین زنانی بود که در یک هیئت آموزشی محلی خدمت کرد و در سال ۱۹۰۶ به تأسیس انجمن حمایت از کودکان کمک کرد، که لابی‌های آن منجر به ایجاد دادگاه کودکان در سال بعد شد. کوان یکی از بنیانگذاران انجمن خدمات زنان در سال ۱۹۰۹ بود و در سال ۱۹۱۱ به تأسیس شعبه ایالتی شورای ملی زنان کمک کرد.
کوان یک شخصیت کلیدی در ایجاد بیمارستان کینگ ادوارد مموریال برای زنان بود و با افتتاح آن در سال ۱۹۱۶ به عضویت هیئت مشورتی آن درآمد. او در سال ۱۹۱۵ به عنوان قاضی دادگاه کودکان انتخاب شد عدالت صلح در سال ۱۹۲۰. در سال ۱۹۲۱، کوان به عنوان عضوی از حزب ملی‌گرا به مجلس قانونگذاری استرالیای غربی انتخاب شد و اولین نماینده زن پارلمان استرالیا شد. او تنها پس از یک دوره شکست خورد، اما در دوران تصدی خود جایگاه بالایی داشت و موفق شد تصویب چندین لایحه عضو خصوصی خود را تضمین کند.

## کار اجتماعی
کوان درگیر مسائل اجتماعی و بی عدالتی در نظام حقوقی، به ویژه در مورد زنان و کودکان شد. در سال ۱۸۹۴، او به تأسیس باشگاه کاراکاتا کمک کرد، گروهی که در آن زنان «خود را برای نوع زندگی که معتقد بودند باید بتوانند در پیش بگیرند، آموزش می‌دادند». با گذشت زمان، او رئیس، عضو مادام العمر و معتمد باشگاه شد. باشگاه کاراکاتا در کمپین حق رای زنان شرکت کرد و با موفقیت در سال ۱۸۹۹ رای زنان را به دست آورد.
پس از پایان قرن، او چشم خود را به مسائل رفاهی معطوف کرد. او به ویژه به سلامت زنان و رفاه گروه‌های محروم، مانند کودکان محروم و روسپی‌ها اهمیت می‌داد. او به‌طور فوق‌العاده ای در سازمان‌های زنان و سازمان‌های رفاهی فعال شد و در کمیته‌های متعددی خدمت کرد. ساختمان بیمارستان زنان کینگ ادوارد مموریال در سال ۱۹۱۶ عمدتاً نتیجه تلاش‌های او بود. او در سال ۱۹۰۹ به تشکیل انجمن خدمات زنان کمک کرد و یکی از بنیانگذاران شورای ملی زنان استرالیای غربی بود که از سال ۱۹۱۳ تا ۱۹۲۱ رئیس‌جمهور و تا زمان مرگش معاون رئیس‌جمهور بود. کوان همچنین به مدت ۱۹ سال نماینده استرالیای غربی در مجلس ملی بود.
در سال ۱۹۱۶، او فراماسون شد و به فدراسیون استرالیایی Droit Humain پذیرفته شد.
او معتقد بود که کودکان نباید در بزرگسالی محاکمه شوند و بر این اساس، انجمن حمایت از کودکان را تأسیس کرد. جامعه نقش عمده ای در معرفی بعدی دادگاه اطفال داشت. در سال ۱۹۱۵، او به سمت نیمکت دادگاه جدید منصوب شد[۱][۲] و به مدت هجده سال در این سمت ادامه داد. در سال ۱۹۲۰، او یکی از اولین قاضی زن صلح شد. برادرزاده بزرگش دیوید مالکوم راه او را دنبال کرد و در سال ۱۹۸۸ رئیس دادگاه عالی استرالیای غربی شد.
در طول جنگ جهانی اول، او برای سربازان در جبهه غذا و لباس جمع‌آوری کرد و تلاش‌ها را برای مراقبت از سربازان بازگشته هماهنگ کرد. او رئیس کمیته استیناف صلیب سرخ شد و زمانی که در سال ۱۹۲۰ به عنوان افسر نظم امپراتوری بریتانیا (OBE) منصوب شد، جایزه دریافت کرد.
در سالهای پایانی زندگی، او نماینده استرالیا در کنفرانس بین‌المللی زنان در سال ۱۹۲۵ بود که در ایالات متحده برگزار شد. او به تأسیس انجمن تاریخی سلطنتی استرالیای غربی در سال ۱۹۲۶ کمک کرد و در برنامه‌ریزی جشن‌های صدمین سالگرد ۱۹۲۹ استرالیای غربی کمک کرد. اگرچه او همچنان درگیر مسائل اجتماعی بود، بیماری او را مجبور کرد تا حدودی از زندگی عمومی در سال‌های بعد کناره‌گیری کند.

## سیاست

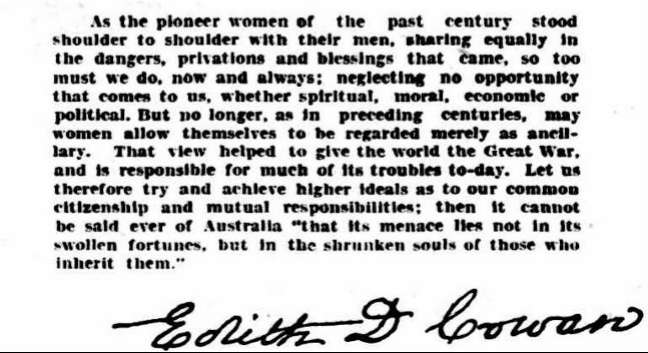
نامه امضا شده به مردم استرالیای غربی توسط ادیت کوان به عنوان بخشی از جشن های صدمین سالگرد استرالیای غربی، ۵ ژوئیه ۱۹۲۹

در سال ۱۹۲۱، استرالیای غربی قانونی را تصویب کرد که به زنان اجازه می‌داد در پارلمان شرکت کنند. در سن ۵۹ سالگی، او به عنوان نامزد ملی گرایان برای کرسی مجلس قانونگذاری غرب پرت ایستاد زیرا احساس می‌کرد که به مسائل داخلی و اجتماعی توجه کافی نمی‌شود. او با شکست دادن دادستان کل، توماس دریپر، که قانونی را معرفی کرده بود، یک پیروزی غافلگیرکننده به دست آورد. کوان اولین زنی بود که به عضویت پارلمان استرالیا انتخاب شد. او برای حقوق زنان در پارلمان مبارزه کرد و قوانینی را تصویب کرد که به زنان اجازه می‌داد در حرفه وکالت شرکت کنند. او موفق شد مادران را در موقعیتی برابر با پدران قرار دهد، زمانی که فرزندانشان بدون وصیت می‌میرند و یکی از اولین کسانی بود که آموزش جنسی را در مدارس ترویج کرد. با این حال، کرسی خود را در انتخابات ۱۹۲۴ از دست داد و در سال ۱۹۲۷ نتوانست آن را دوباره به دست آورد.